# Довжик (заказник)
Довжик — ландшафтний заказник місцевого значення в Україні. Об'єкт природно-заповідного фонду Сумської області. Розташований у лісовому масиві біля південної околиці смт Угроїди.
Площа - 85 га. Статус надано 22.02.2019 р. Перебуває у віданні ДП «Краснопільське лісове господарство» (Краснопільське лісництво кв. 126).
Охороняються залишки типових ландшафтів південно-західних відрогів Середньоруської височини. На схилах балок зростають лісові угруповання з домінуванням дуба звичайного, сосни звичайної та клена гостролистого. 
Фауна заказника представлена видами, що занесені до Червоної книги України: джміль моховий, стрічкарка блакитна, жук-олень, горностай, та низкою інших видів тварин різних рангів охорони.